# Nancy Neiman
Nancy Neiman, verh. Neiman Baranet, (* 1933 in Detroit) ist eine ehemalige US-amerikanische Radrennfahrerin.
Nancy Neiman wurde 1953 erste US-amerikanische Meisterin im Straßenrennen und errang den Titel anschließend noch dreimal, 1954, 1956 und 1957. Sie war die erste Amerikanerin, die bei einem europäischen Etappenrennen, dem  Criterium Cycliste Feminin Lyonnaise-Auvergne startete; sie belegte den 14. Platz.
Nach dem Ende ihrer aktiven Radsport-Karriere war Neiman viele Jahre lang Sekretärin und Schatzmeisterin der Amateur Bicycle League of America. Sie schrieb zwei Bücher über Radsport. 1992 wurde sie in die United States Bicycling Hall of Fame aufgenommen.

## Schriften
- The Turned Down Bar, 1964
- Bicycling, 1973